# پیو (هنرمند)
پیو (به فرانسوی: Peyo) یک هنرمند و نویسندهٔ اهل بلژیک بود.
او خالق اسمورف‌ها و چند شخصیت کارتونی دیگر است.